# 佐藤くんと田中さん -The blood highschool
『佐藤くんと田中さん -The blood highschool』（さとうくんとたなかさん）は、高河ゆんによる日本の漫画作品。『ゼロサムオリジナルアンソロジーシリーズArcana』Vol.4（2007年8月3日発売）に読み切り作品『川を渡れ』として掲載され、『コミックZERO-SUM増刊WARD』No.17（2007年8月16日発売）から連載開始となり、No.45（2015年5月16日発売）にて同誌が休刊するまで掲載した。その後、ウェブコミック配信サイト『ゼロサムオンライン』に移籍する予定だったが、一度も掲載されていない。単行本への収録は『コミックZERO-SUM増刊WARD』No.37掲載分までである。
「さとたな」と略される。英語タイトルは「Mr.SATO and Miss TANAKA -TALES OF VAMPIRE-」。

## あらすじ
川を渡れ
佐藤がクラスに転校して来てからすぐ吸血鬼と見破った田中美咲は、自分も吸血鬼にしてもらおうと佐藤を自分の家に招く。しかしそれは、田中美咲の祖母・文子に70年ぶりの再会を願っていた佐藤の策略の内だった。田中美咲の家で文子との再会を果たした佐藤は、じきに寿命で死ぬ文子に対し、不老不死となり佐藤と一緒に生きてゆくことを迫る。が、文子は毅然と誘いを断る。
第1回
田中美咲は吸血鬼の生態を知るため、佐藤を観察し続け「佐藤メモ」ノートに記録していた。佐藤は文子にフラれ落ち込んでおり、そんな時、70年前の文子の顔に似ている田中美咲にまとわりつかれたため、暴言を吐いてしまう。
第2回
田中美咲は佐藤に出会う前、祖父・三郎の書き置きを見つけていた。それには「自分の死後、吸血鬼が必ず現れ、自分の一族に災いをもたらす」との文と、佐藤の写真が添えられていた。70年前、文子にフラれた佐藤の言った「70年後、三郎が死んでから文子を連れて行く」という捨て台詞を、三郎が子孫に伝えようとしたものだった。それを見つけてから田中美咲は、吸血鬼に憧れるようになり、吸血鬼を身近で知りつくし最終的には吸血鬼となり、不老不死を手に入れたいと願うになったのだった。
第3回
昨日、田中美咲は、あまりの寒さのため、佐藤の持っていたホカロンを奪い取った。新品のホカロンを謝りながら佐藤に渡そうとしたのだが、「いい気になるな恒温動物!!哺乳類以外の動物は変温なんだよ!!勉強するがいい!!」と罵声をあびせられる。田中美咲は図書室で変温動物について調べ、吸血鬼が変温動物だと納得し、あるショックを受ける。
第4回
テストの点数が21点だった田中美咲は、図書室で勉強しようとする。ところが王子高校には「図書室の鈴木さん」という怪談が伝わっており、数学好きの「鈴木あい」という女生徒が図書室を彷徨っているというのだ。それを聞いた佐藤は、70年前、王子高校に通学していた頃、数学を教わった同級生「鈴木あい」を思い出す。図書室に数学の勉強をしに来た田中美咲は、鈴木愛と名乗る女生徒に出会い、数学を教えてもらうことになったのだが…。
第5回
佐藤と田中美咲は下校時、佐藤の昔の恋人・渡辺アリサにそっくりの渡辺明石に呼び止められた。初め、渡辺明石は母の渡辺アリサのふりをして佐藤に話しかけたので、佐藤は険悪な態度をとったが、渡辺アリサと離別したのは30数年前だったと気付いた。渡辺明石も、自分は渡辺アリサの娘だと明かした。
第6回
佐藤、田中美咲、渡辺明石の3人でファーストフード店で話し合う成り行きになった。渡辺明石は自分の肉体年齢は15歳くらいだが、実年齢は31歳であり、肉体の成長速度が遅いと教える。渡辺明石の父親が佐藤だと気付いた田中美咲は激怒しファーストフード店から帰る。渡辺明石は、佐藤に会いに来た目的を、余命2ヵ月の母・渡辺アリサを不老不死にしてもらい、病気の進行を止めて欲しいからだと伝えた。
佐藤の朝 編
田中美咲の妄想する佐藤の寝起きは、佐藤の実際の寝起きとは懸け離れたものであった。佐藤の予想する田中美咲の寝起きは、佐藤の予想通りであった。
第7回

第8回

第9回

第10回

第11回

第12回

ナイトウォーカー【象を食べるの巻】

## 登場人物
佐藤（さとう）
吸血鬼の始祖、初めの一体。ゆえに感染吸血鬼より強力。「佐藤」はここ数十年使っている偽名。100年前から数十年前までは「じぇだいや」と名乗っていた。本名は昔過ぎて忘れている。身長155cm。肉体年齢は15歳くらい。高校1年生として学生生活を送っている。
70年前、文子に恋慕したが、文子は三郎を夫として選んだ。その時から佐藤は、三郎の寿命が尽き、文子が死を身近に感じる年齢になる70年の日々を待ち続け、再び文子を口説くための行動を起す。文子の家へ侵入する手段として、文子の孫である田中美咲のクラスに転入した。田中の家へ招かれ、老婆となった文子と再会を果たしたが、文子は死の恐怖に屈せず、「天国で先に逝ってしまった人達に、生きてる時出来なかったことをしたい」と言い、佐藤は再びフラれ、文子を連れて行けなかった。
- 吸血鬼としての特性、及び、感染吸血鬼との差異。
  - 不老不死。
  - 人間を「収穫」すると、その人間を不老不死に出来る。
  - 家人に招かれない限り、その家に侵入出来ない。
  - 太陽の光に当たっても灰にならない。
  - 流れる水を越えられない（川を渡れない）。
  - コウモリに変身出来る。
  - 主食は血液。
  - 食べ物が胃にあると腐敗するので小食。
  - 夏でも全く汗をかかず、ひんやりとしている。
  - 変温動物。
  - 鏡に映る。
  - 吸血鬼の存在を信じる者には魔力が通じない。

田中 美咲（たなか みさき）
佐藤のクラスメイト。
文子（ふみこ）
田中美咲の祖母。90歳くらい。佐藤を「じぇだいや」と呼ぶ。佐藤からの愛は真摯に受け止めている。
三郎（さぶろう）
文子の初めの夫。死亡。文子が、佐藤より自分を選んだ時から70年後に、佐藤が文子を連れて行くために戻ってくることを書き残していた。
正二（しょうじ）
文子の再婚した夫。死亡。
鈴木 愛（すずき めぐみ）
佐藤のクラスメイト。
渡辺 アリサ（わたなべ アリサ）
佐藤の三十数年前の恋人。三十数年前に別れ話を切りだし、佐藤と離別した。
渡辺 明石（わたなべ アカシ）
佐藤とアリサとの娘。31歳。アリサそっくりの顔をしていて、肉体の成長が遅い。佐藤に会いに来た時の肉体年齢は15歳くらい。
詩（うた）
佐藤の知人の吸血鬼。
「婦長」
「吸血鬼のレストラン」の店長。
太田 裄夫（おおた ゆきお）
佐藤のクラスメイト。移動教室実行委員。首元に何かに噛まれた痕があり、貧血で倒れる。
木村 くろ美（きむら くろみ）
佐藤の高校の養護教諭。
斉藤（さいとう）
佐藤の高校の移動教室を手伝う「しらさぎ旅行代理店」の社員。

## 書誌情報
『佐藤くんと田中さん -The blood highschool』〈一迅社・ゼロサムコミックス〉2014年8月現在　既刊2巻
1. 2011年6月25日発売　ISBN 978-4-7580-5601-4
2. 2014年6月25日発売　ISBN 978-4-7580-5913-8

［初回限定版］『佐藤くんと田中さん -The blood highschool』〈一迅社・ゼロサムコミックス〉既刊2巻
1. 2011年6月25日発売　ISBN 978-4-7580-5602-1
2. 2014年6月25日発売　ISBN 978-4-7580-5914-5

## 第1巻限定版付録ミニドラマCD
TRACK
1. 夕方。城岩町、佐藤のアパート
2. 夜。吸血鬼のレストラン
3. 深夜。城岩町、佐藤アパートへの帰り道

CAST
- 佐藤：神谷浩史

STAFF
- 脚本：高河ゆん
- エグゼクティブプロデューサー：杉野庸介
- プロデューサー：阿部寛子
- 制作協力：フロンティアワークス